# Italo Calvino
Italo Calvino (født 15. oktober 1923, død 19. september 1985) var en italiensk forfatter af romaner og noveller. På dansk findes bl.a. hans romaner Hvis en vinternat en rejsende og De usynlige byer.

## Biografi
Italo Calvino blev født på Cuba den 15. oktober 1923 af italienske forældre. Han var søn af en agronom fra Sanremo og senere direktør af den botaniske have der, Mario Calvino, og botanikprofessor på universitet i Pavia, Eva Mamelli. To år efter hans fødsel rejste hans familie tilbage til Italien, hvor de bosatte sig i Sanremo.[kilde mangler]
I 1941 begyndte Calvino at studere botanik på universitet i Torino, men satte studiet på pause efter Mussolinis fald, hvor han sluttede sig til modstandsbevægelsen i 1943.[kilde mangler]
Efter befrielsen skiftede Calvino til litterære studier og tog i 1947 embedseksamen. Samme år begyndte han at arbejde for forlaget Einaudi i Torino, hvor han også udgav sin første roman, Il sentiero dei nidi di ragno.
I 1959 var han og Elio Vittorini medstifter af litteraturtidsskriftet Il Menabò (it:), som Calvino var med til at redigere frem til Vittorinis død i 1966.[kilde mangler]
Fra 1960'erne til hans død i 1985 boede han skiftevis i Paris og Rom. Han døde den 19. september 1985 i en alder af 61 år af en hjerneblødning.[kilde mangler]

## Værker på dansk
- Klatrebaronen, 1959 og 1999 (Il barone rampante, 1957)
- De usynlige byer, 1985 og 2000 (Le città invisibili, 1972)
- Hr. Palomar, 1996 (Palomar, 1983)
- Hvis en vinternat en rejsende, 1999. (Se una notte d'inverno un viaggiatore, 1979)
- Marcovaldo, 2004 (Marcovaldo, 1963)
- De kosmikomiske historier, 2011 (Le cosmicomiche, 1965)